# Limbo (Emmen)
Limbo is een nachtclub in de Nederlandse stad Emmen.

## Geschiedenis
Limbo werd opgericht door Jeffrey Mol en Ruben Neehoff en opende haar deuren in 2018. Tijdens de coronapandemie in 2021 ondervond de club, net als veel andere horecagelegenheden, verschillende uitdagingen. De eigenaren voerden een race tegen de klok om aan de veiligheidsvoorschriften te voldoen. Ondanks hun inspanningen om veilig te heropenen, werd een geplande ludieke actie door de gemeente verboden. Na de lockdown werd het restaurantgedeelte van de club omgebouwd tot de cocktailbar Tranquilo, terwijl de bovenverdieping van de club als nachtclub is blijven functioneren. In hetzelfde pand, direct onder Limbo, openden de eigenaren in 2022 een feestcafé genaamd De Fuif.
In 2023 lanceerde de club een concept voor mensen met een verstandelijke beperking. Het concept mocht hetzelfde jaar de ere-award voor Beste Inclusieve Initiatief in ontvangst nemen tijdens het Popgala Noord. Daarnaast startte Limbo in 2023 een campagne tegen drogering, met de slogan "Geef losers geen kans".